# آدم وحواء (كراناخ)

آدم وحواء هي لوحتين للفنان الألماني لوكاس كراناخ رسمها في حوالي 1528، اللوحة حالياً معروضة في معرض أوفيزي.